# 冨木田道臣
冨木田 道臣（ふきた みちおみ、1943年7月1日 - ）は、日本の実業家。エフエム東京元社長・会長。

## 人物
- 香川県出身。1967年（昭和42年）中央大学法学部卒[3]。
- 2019年4月、エフエム東京の2017年3月期 - 2019年3月期の連結決算において、会長の冨木田道臣、社長の千代勝美ら当時の経営陣の指示により、i-dio事業（V-Low帯マルチメディア放送）で生じた損失の隠蔽を目的として粉飾決算を行っていたことが内部通報により発覚[4][5]。同年5月に設置した第三者委員会の調査報告書によると、i-dioの番組供給事業者である「TOKYO SMARTCAST株式会社」にで生じた赤字を隠匿するため、エフエム東京グループ各社の保有する同社株式を千代氏の知人に一時的に購入してもらい、持株比率を下げ、連結対象から外すなどのいわゆる「連結外し」を行った[4][6]。エフエム東京はこれを受け、同年6月の定時株主総会にて経営陣を一新。会長だった冨木田以下全経営陣は任期満了で退任。2020年3月31日、累計100億円が投じられたi-dioが放送終了した。
- 2022年4月19日、エフエム東京は前述の粉飾決算に関して、冨木田道臣、千代勝美、平一彦、吉田乾朗ら旧取締役4名に対し、法令違反及び善管注意義務違反があったとして総額約4億8,230万円の損害賠償請求訴訟を東京地方裁判所に提起した[7]。

## 経歴
- 1967年（昭和42年） - オリオン広告入社。
- 1974年（昭和49年） - エフエム東京入社。
- 1991年（平成 3年） - 取締役営業部長。
- 1997年（平成 9年） - 常務取締役。
- 2001年（平成13年） - 専務取締役。
- 2005年（平成17年） - 代表取締役社長。前任の後藤亘社長は代表権のある会長。
- 2013年（平成25年） - 経営戦略特別顧問であった千代勝美が新社長に就任し、冨木田道臣は代表取締役会長に就任[3]。
- 2019年（令和元年） - 6月25日開催の株主総会を持って退任[8][9]。